# Se abre la puerta
Se abre la puerta es el decimocuarto álbum de estudio de la banda de rock española Medina Azahara, publicado en el año 2007 por PIAS Spain.
Este disco es básicamente un homenaje al rock andaluz, escena de la que Medina Azahara formó parte en sus inicios, y especialmente un tributo a Triana -con siete canciones versionadas aquí-, siendo la banda de Jesús de la Rosa una de las que más los influenció en su carrera.
Este trabajo también fue lanzado en formato LP de vinilo, con una portada diferente.

## Lista de canciones
1. "Abre La Puerta (Triana Cover)" - 4:30
2. "Una Noche De Amor (Triana Cover)" - 4:20
3. "Hijos Del Agobio (Triana Cover)" - 5:20
4. "Amanecer En El Puerto" - 4:14
5. "Hacia Ti" - 5:20
6. "Diálogo (Triana Cover)" - 3:40
7. "Luminosa Mañana (Triana Cover)" - 4:42
8. "Paseando Por La Mezquita" - 4:02
9. "El Soldado" - 4:16
10. "Tu Frialdad (Triana Cover)" - 3:41
11. "El Lago (Triana Cover)" - 4:56

## Créditos
- Manuel Martínez - voz
- Paco Ventura - guitarras
- Pepe Bao - bajo
- Manu Reyes - batería
- Manuel Ibáñez - teclados